# سارینا آوتاندیلیان
سارینا بنیکی آوتاندیلیان (ارمنی: Սարինա Բենիկի Ավթանդիլյան؛ زادهٔ ۲۵ اکتبر ۱۹۶۷) موسیقی‌شناس و رهبر ارکستر اهل ارمنستان است.

## زندگی‌نامه
وی در ۲۵ اکتبر ۱۹۶۷ در مارتاکرت به دنیا آمد و از کنسرواتوار دولتی کومیتاس ایروان فارغ‌التحصیل گشت. وی برنده جوایزی همچون مدال موسس خورناتسی است.